# 鳥山成人
鳥山 成人（とりやま しげと、1921年12月11日- 2005年2月14日）は、日本の歴史学者。専門はロシア史、東欧史。北海道大学名誉教授。

## 人物・来歴
1921年、北海道生まれ。1943年、東京帝国大学文学部西洋史学科卒業。財団法人東亜研究所研究員、二十世紀研究所研究員、歴史科学研究所研究員を務める。
1948年に、北海道大学法文学部助教授就任。その後1953年に文学部助教授。1956年に法学部（スラブ研究施設）助教授、1963年、同教授。1969年文学部教授となり、1985年3月の定年退官まで勤務。
その後、中央大学文学部教授に就き、1992年退職。
近世ロシア史を専門としたが、より広く東欧・ビザンツ世界の歴史も日本に紹介した。

## 著書

### 単著
- 『ロシアとヨーロッパ：スラヴ主義と汎スラヴ主義』白日書院、1949年。
- 『ロシヤ史』修道社<現代選書>、1956年。
- 『スラヴの発展』（大世界史・15巻）文藝春秋、1968年。
- 『ビザンツと東欧世界』（世界の歴史・19巻）講談社、1978年。
- 『ロシア・東欧の国家と社会』恒文社、1985年。

### 共著
- 『ビザンツとスラブ』（世界歴史シリーズ・8巻）世界文化社、1969年。

### 翻訳
- A・パンクラートワ『ロシア古代中世史』（阿部重雄・香山陽坪・袋一平共訳）東京大学出版会、1954年。
- ボリス・ノルド『ロシア革命とその源流』（山本俊朗共訳）弘文堂＜アテネ新書＞、1960年。
  - ボリス・ノルド『ロシア革命史』（改訳・改題）弘文堂、1970年。
- アレクサンデル・ギエイシュトル, S.ヘルプスト, B.レシノドルスキー『ポーランド文化史』弘文堂、1962年。
- ロバート・ウォーレス『ロシア』（ライフ『人間世界史』日本語版16巻）タイムライフインターナショナル、1968年。
- G. ブッチィ『ピョートル大帝：近代ロシアのはじまり』（編訳）平凡社＜世界を創った人びと・20巻＞、1978年。

## 参考
- 『ロシア・東欧の国家と社会』著者紹介
- 平城照介「鳥山成人先生を送る〔含 略歴および著作目録〕」『中央大学文学部紀要』145号、1992年3月、211-229ページ。
- 松田潤編「鳥山成人教授略歴・著作目録」『スラヴ研究』32号、1985年、185-190ページ[3]。